# کلمبیا (کارولینای جنوبی)
کلمبیا پایتخت ایالت کارولینای جنوبی در کشور آمریکا است.
کلمبیا پایتخت و دومین شهر بزرگ ایالت کارولینای جنوبی ایالات متحده است، با تخمین جمعیت ۱۳۱٫۶۷۴ تا سال ۲۰۱۹. این شهر به عنوان مقر شهرستان Richland County خدمت می‌کند و بخشی از شهر به شهرستان Lexington County همسایه گسترش می‌یابد. این مرکز منطقه آماری کلانشهر کلمبیا است که طبق سرشماری سال ۲۰۱۰ ایالات متحده ۷۶۷٬۵۹۸ نفر جمعیت داشته‌است و طبق برآورد سرشماری سال ۲۰۱۸ ایالات متحده، تا ۱ ژوئیه ۲۰۱۸ به ۸۳۲٬۶۶۶ نفر افزایش یافته‌است. همان‌طور که دفتر سرشماری ایالات متحده از اول ژوئیه ۲۰۱۸ تخمین زده‌است، این منطقه را به ۷۰ امین منطقه آماری کلانشهرها تبدیل می‌کند. نام کلمبیا اصطلاحی شاعرانه است که برای ایالات متحده استفاده می‌شود و از نام کریستف کلمب نشأت گرفته‌است. این شهر در حدود ۱۳ مایلی (۲۱ کیلومتری) شمال غربی مرکز جغرافیایی کارولینای جنوبی واقع شده‌است و شهر اصلی منطقه میدلندز این ایالت است. این محل در محل تلاقی رودخانه سالودا و رودخانه برود قرار دارد که در کلمبیا ادغام می‌شوند و رود کنگاری را تشکیل می‌دهند. کلمبیا محل زندگی دانشگاه کارولینای جنوبی، دانشگاه شاخص این ایالت و بزرگترین ایالت است و همچنین محل فورت جکسون، بزرگترین نصب ارتش ایالات متحده برای آموزش مقدماتی رزمی است. کلمبیا همچنین در ۲۰ مایلی غرب محل پایگاه گارد ملی مشترک McEntire واقع شده‌است که توسط نیروی هوایی ایالات متحده اداره می‌شود و به عنوان پایگاه آموزش ۱۶۹ بال جنگنده گارد ملی هوایی کارولینای جنوبی مورد استفاده قرار می‌گیرد. کلمبیا همچنین محل کاخ ایالتی کارولینای جنوبی است که مرکز دولت ایالت است. در سال ۱۸۶۰، این شهر محل کنوانسیون جدایی کارولینای جنوبی بود که به معنای خروج اولین ایالت از اتحادیه در حوادث منتهی به جنگ داخلی بود.

## تاریخچه

### تاریخ اولیه
در زمان برخورد اروپاییان، ساکنان منطقه ای که به کلمبیا تبدیل شده‌اند مردمی به نام کنگری بودند. در ماه مه ۱۵۴۰، یک سفر اسپانیایی به رهبری هرناندو دو سوتو در حالی که به سمت شمال حرکت می‌کرد، منطقه کلمبیا را طی کرد. این اکتشافات اولین سوابق کتبی تاریخی این منطقه را که بخشی از فرمانروایی منطقه کوفی تاچکی بود تهیه کرد.
از زمان ایجاد کلمبیا توسط مجمع عمومی کارولینای جنوبی در سال ۱۷۸۶، سایت کلمبیا برای توسعه کلی این ایالت مهم بود. کنگره‌ها، قلعه مرزی در کرانه غربی رودخانه کنگاری، رئیس ناوبری در سیستم رودخانه سانته بود. یک کشتی توسط دولت استعمار در سال ۱۷۵۴ ایجاد شد تا قلعه را با شهرک‌های در حال رشد در ارتفاعات بالاتر در کرانه شرقی متصل کند.
کلمبیا مانند بسیاری دیگر از شهرک‌های قابل توجه اولیه در استعمار آمریکا، از منطقه Piedmont در خط سقوط قرار دارد. خط سقوط نقطه ای است که رودخانه هنگام حرکت در بالادست غیرقابل کنترل می‌شود و جایی که آب در پایین دست جریان دارد می‌تواند آسیاب را تأمین کند.

### قرن نوزدهم
در سال ۱۸۰۱، کالج کارولینای جنوبی (دانشگاه فعلی کارولینای جنوبی) در کلمبیا تأسیس شد. ساختمان اصلی زنده مانده‌است. این شهر تا حدی به عنوان سایت مؤسسه انتخاب شد تا شهروندان Upcountry و Lowcountry را متحد کند و جوانان را از مهاجرت برای تحصیلات عالیه به انگلستان منصرف کند. در آن زمان، کارولینای جنوبی بیش از سایر ایالت‌ها مردان جوان را به انگلیس اعزام کرد. رهبران کارولینای جنوبی آرزو داشتند که پیشرفت و توسعه مدرسه را کنترل کنند. سالها پس از تأسیس دانشگاه، تمرینات آغازین در ماه دسامبر در حالی که مجلس قانونگذاری ایالت در حال انجام بود، برگزار می‌شد.
کلمبیا اولین منشور خود را به عنوان یک شهر در سال ۱۸۰۵ دریافت کرد. یک متصدی و شش نگهبان شهر را اداره می‌کردند. جان تیلور، اولین متصدی منتخب، بعداً در هر دو مجلس مجمع عمومی، هر دو مجلس کنگره و سرانجام به عنوان فرماندار خدمت کرد. تا سال ۱۸۱۶، ۲۵۰ خانه در این شهر زندگی می‌کردند و جمعیت آنها بیش از ۱۰۰۰ نفر بود. کلمبیا در سال ۱۸۵۴ با داشتن یک شهردار منتخب و شش نفر از مالکان، به عنوان یک شهر منشور شد. دو سال بعد، کلمبیا دارای یک نیروی پلیس متشکل از یک رئیس تمام وقت و ۹ نیروی گشت بود. رشد سریع این شهر ادامه داشت و در طول دهه‌های ۱۸۵۰ و ۱۸۶۰ کلمبیا بزرگترین شهر داخلی کارولینا بود. حمل و نقل ریلی دلیل مهمی در گسترش جمعیت در کلمبیا در این مدت بوده‌است. خطوط ریلی که در دهه ۱۸۴۰ به شهر می‌رسیدند، در وهله اول بسته‌های پنبه ای را حمل می‌کردند، نه مسافران. پنبه خون حیات جامعه کلمبیا بود. در سال ۱۸۵۰، تقریباً تمام فعالیتهای تجاری و اقتصادی این شهر مربوط به پنبه بود.

### قرن بیستم
چند سال اول قرن ۲۰ کلمبیا به عنوان یک مرکز تولید پارچه در منطقه ظاهر شد. در سال ۱۹۰۷، کلمبیا شش آسیاب در حال کار داشت: ریچلند، گرانبی، المپیا، پایتخت سیتی، کلمبیا و پالمتو. در مجموع، آنها بیش از ۳٬۴۰۰ کارگر با حقوق و دستمزد سالانه ۸۱۹٬۰۰۰ دلار استخدام کردند، که به میدلندز بیش از ۴٫۸ میلیون دلار افزایش اقتصادی می‌دهد. کلمبیا تا سال ۱۹۰۸ هیچ خیابان آسفالته ای نداشت، زمانی که ۱۷ بلوک از خیابان اصلی به خیابان آمد. با این حال، ۱۱۵ گذرگاه خیابانی که به صورت عمومی نگهداری می‌شدند، در تقاطع‌ها قرار داده شدند تا عابران پیاده مجبور نشوند از دریای گل بین پیاده‌روهای چوبی عبور کنند. به عنوان یک آزمایش، خیابان واشینگتن یک بار با بلوک‌های چوبی آسفالت شد. ثابت شد که این منبع بسیاری از تفریحات محلی است که آنها در هنگام بارندگی شدید کمانش می‌کنند و از آنجا دور می‌شوند. بلوک‌ها با روکش آسفالت در سال ۱۹۲۵ جایگزین شدند.

### سالیان اخیر
دهه ۱۹۹۰ و اوایل ۲۰۰۰ شاهد احیای مجدد مناطق مرکزی شهر بودیم. منطقه Congaree Vista در امتداد خیابان Gervais، زمانی به عنوان منطقه انبار شناخته می‌شد، به یک منطقه پر رونق از گالری‌های هنری، مغازه‌ها و رستوران‌ها تبدیل شد. سالن زندگی استعماری (که قبلاً به عنوان مرکز استعمار شناخته می‌شد) در سال ۲۰۰۲ افتتاح شد، و چندین کنسرت و نمایش مشهور به کلمبیا آورد. EdVenture، بزرگترین موزه کودکان در جنوب شرقی، در سال ۲۰۰۳ افتتاح شد. دهکده در مرکز خرید Sandhill در سال ۲۰۰۴ در بخش شمال شرقی ریچلند افتتاح شد. مرکز همایش‌های کلانشهر کلمبیا در سال ۲۰۰۴ افتتاح شد و یک هتل مرکز همایش‌های جدید در سپتامبر ۲۰۰۷ افتتاح شد. برای اجرای احیای مجدد مرکز شهر و تقویت رشد مرکز شهر، مشارکت عمومی و خصوصی شهر شکل گرفته‌است. در سال ۲۰۰۹، آخرین آسمان خراش کلمبیا، برج در Main و Gervais، به پایان رسید. شهردار استفان کی بنجامین اولین دوره خود را در ژوئیه ۲۰۱۰ آغاز کرد و به عنوان اولین شهردار سیاه‌پوست در تاریخ شهر تبدیل شد. بنیانگذاران پارک، خانه بیس بال USC، در سال ۲۰۰۹ افتتاح شد. تیم بیسبال کارولینای جنوبی گیماکز در سال ۲۰۱۰ و ۲۰۱۱ موفق به کسب دو قهرمانی ملی NCAA شد. تیم فوتبال گیماکوز کارولینای جنوبی ۲۰۱۰، با مربیگری استیو اسپوریر، اولین حضور خود را در مسابقات قهرمانی SEC به دست آورد. . یک فروشگاه عمومی مست در سال ۲۰۱۱ افتتاح شد. مزرعه موسیقی در سال ۲۰۱۴ مکان خود را در کلمبیا در خیابان سنا افتتاح کرد. در سال ۲۰۰۰، پرچم نبرد کنفدراسیون از خانه ایالتی کارولینای جنوبی به بنای یادبود کنفدراسیون منتقل شد. در تاریخ ۱۰ ژوئیه ۲۰۱۵، پرچم از بنای یادبود به موزه برداشته شد. نتیجه سیل تاریخی در اکتبر ۲۰۱۵، تیم فوتبال Gamecocks را مجبور به انتقال بازی خانگی خود در ۱۰ اکتبر کرد. Segra Park (پارک ارتباطات روح قبلی)، خانه Fireflies کلمبیا، در آوریل ۲۰۱۶ افتتاح شد. در سال ۲۰۱۷، تیم بسکتبال زنان Gamecocks (با مربیگری Dawn Staley) اولین قهرمانی خود را در NCAA کسب کرد و تیم بسکتبال مردان به فینال فور رفت برای اولین بار.

## جغرافیا
یکی از برجسته‌ترین ویژگی‌های جغرافیایی کلمبیا خط سقوط آن است، مرز بین منطقه مرتفع پیدمونت و دشت ساحلی اقیانوس اطلس، که رودخانه‌ها در اثر سقوط یا شتاب زیاد از آن عبور می‌کنند. کلمبیا در خط سقوط رود کنگره بزرگ شد، که در اثر همگرایی رودخانه‌های گسترده و رودخانه سالودا شکل گرفته‌است. کنگره دورترین نقطه داخلی دریای رودخانه بود. انرژی افتادن آب همچنین آسیاب‌های اولیه کلمبیا را تأمین می‌کرد. این شهر با نامگذاری «منطقه ساحل رودخانه کلمبیا» از این مکان که شامل سه رودخانه است، سرمایه‌گذاری کرده‌است. کلمبیا تقریباً در نیمه راه اقیانوس اطلس و کوه‌های آبی ریج واقع شده‌است و در ارتفاعی حدود ۲۹۲ فوت (۸۹ متر) قرار دارد.

## آب و هوا
کلمبیا دارای آب و هوای نیمه گرمسیری مرطوب است، زمستان‌هایی نسبتاً خنک تا معتدل و تابستان‌های گرم و مرطوب دارد. این منطقه به‌طور متوسط ۵۵ شب زیر صفر دارد و در زمستان دچار سردی موقت می‌شود، اما سرمای طولانی یا روزهایی که درجه حرارت بالاتر از یخبندان نمی‌رود هر دو نادر هستند.

## مراکز مهم
- ساختمان پایتخت ایالت کارولینای جنوبی